# برج كريمونا
برج كريمونا هو برج الناقوس (أو برج الجرس) في كاتدرائية كريمونا، لومباردي، في شمال إيطاليا. يُعرف بأنه ثالث أطول برج جرس من الطوب في العالم، أمّا الأول فهو برج كنيسة سانت مارتن في لاندشوت، بافاريا، والثاني في كنيسة السيدة العذراء في بروج، بلجيكا. ومع ذلك، فإنّ بُرج كريمونا الذي اكتملَ في 1309 هو أقدم من برج لاندشوت الذي اكتملَ في 1500) والبرج في بروج الذي اكتمل في 1465، وهو أقدم هيكل من الطوب يزيد ارتفاعه عن 100 م لا زالَ قائمًا.
وفقًا للتقاليد الشعبية، فقد بدأ بناء البرج في عام 754. في الواقع، تم بناؤه على أربع مراحل: الأولى يعود تاريخها إلى ثلاثينيات القرن العشرين، حتى المرحلة الثالثة من حجر التنقيط، والثانية، بين 1250 و1267، حتى حجر التنقيط تحت الرباعي، والثالثة حوالي عام 1284، والانتهاء من مستدقة من الرخام في عام 1309. تمَّ الإعلان عن ارتفاعه من خلال لوحة مدمجة في الجدار عند قاعدة البرج نفسه، حيثُ تشير إلى 250 ذراعًا و2 أونصة، والتي تترجم في نظام القياس القديم لمدن لومبارد إلى حوالي 111 مترًا. اكتشفت الحفريات الأثرية التي أجريت في الثمانينيات وجود هياكل أساسية من المفترض أن تكون بقايا فناء كنيسة أقدم (أو مقبرة مرتبطة به)، أو حتى مبانٍ رومانية سابقة.

## الساعة الفلكية

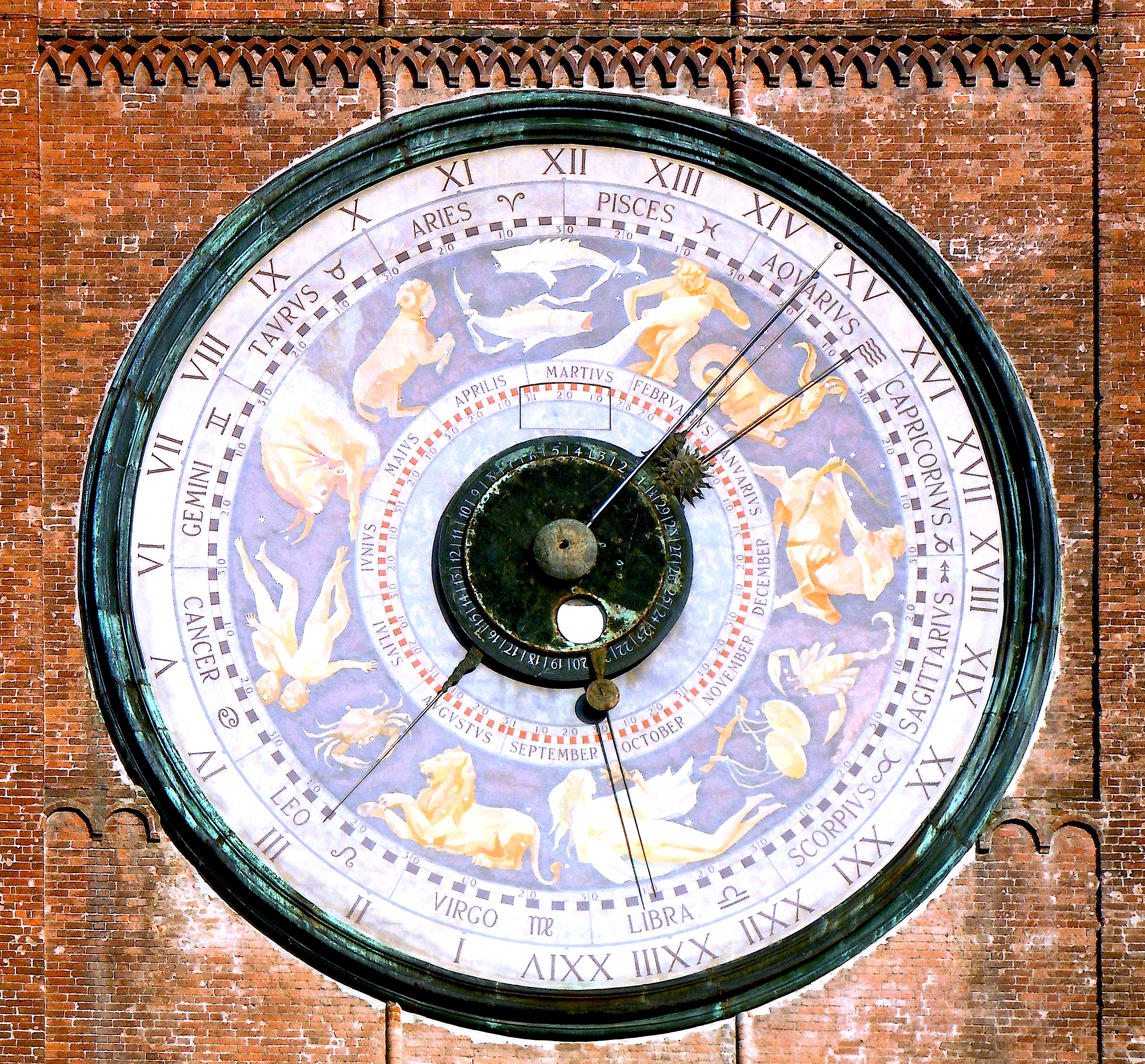
كريمونا، الساعة الفلكية الموجودة في برج الجرس في تورازو

في الطابق الرابع من البرج توجد أكبر ساعة فلكية في العالم. يبلغ قطر قرص الساعة 8.20 متر (27 قدم). جرى بنائها بواسطة فرانسيسكو وجيوفاني باتيستا ديفيزيولي (الأب والابن) بين عامي 1583 و1588. الجزء الخارجي، الذي رسمه في الأصل باولو سكاتزولا في عام 1483 ولكن أعيد رسمه في وقت لاحق عدة مرات، بما في ذلك بواسطة جيوفاني باتيستا دوردوني، يمثل السماء مع الأبراج الأبراج والشمس والقمر يتحركان من خلالها. عقارب الساعة خمسة (في الواقع، هم أربعة لأن أحدهم مزدوج)، ولديهم الوظيفة الرئيسية لتمثيل الكثير من الظواهر الفلكية، مثل مراحل القمر، والانقلابات، والاعتدالات، والخسوف.

## الأجراس
يتكون برج كريمونا من سبعة أجراس، جميعها مضبوطة على مقياس لا كبير. يوجد أيضًا جرس آخر يسمى «جرس الرنين» ويُستخدم لقرع الساعة.

## فهرس
- Galeati، G. (1928). Il Torrazzo di Cremona. Cremona.{{استشهاد بكتاب}}:  صيانة الاستشهاد: مكان بدون ناشر (link)
- Saracino، M.T. (1978). Il Torrazzo ed il suo restauro. Cremona.{{استشهاد بكتاب}}:  صيانة الاستشهاد: مكان بدون ناشر (link)
- Loffi، F. (1987). Il Torrazzo di Cremona. Cremona.{{استشهاد بكتاب}}:  صيانة الاستشهاد: مكان بدون ناشر (link)
- Ghidotti، P. Il Torrazzo di Cremona. Archeologia e storia di un monumento medievale.

## روابط خارجية
- كريمونا